# 双刺茶藨子
双刺茶藨子（学名：Ribes diacanthum）为虎耳草科茶藨子属下的一个种。

## 扩展阅读
- 維基物種上的相關：双刺茶藨子